# Ermita de Santa Cristina
L'Ermita de Santa Cristina està situada a 3,5 km del centre de la Vila de Lloret de Mar, sobre un monticle que domina la Platja de Santa Cristina. És una obra del municipi de Lloret de Mar (Selva) inclosa en l'Inventari del Patrimoni Arquitectònic de Catalunya.

## Descripció

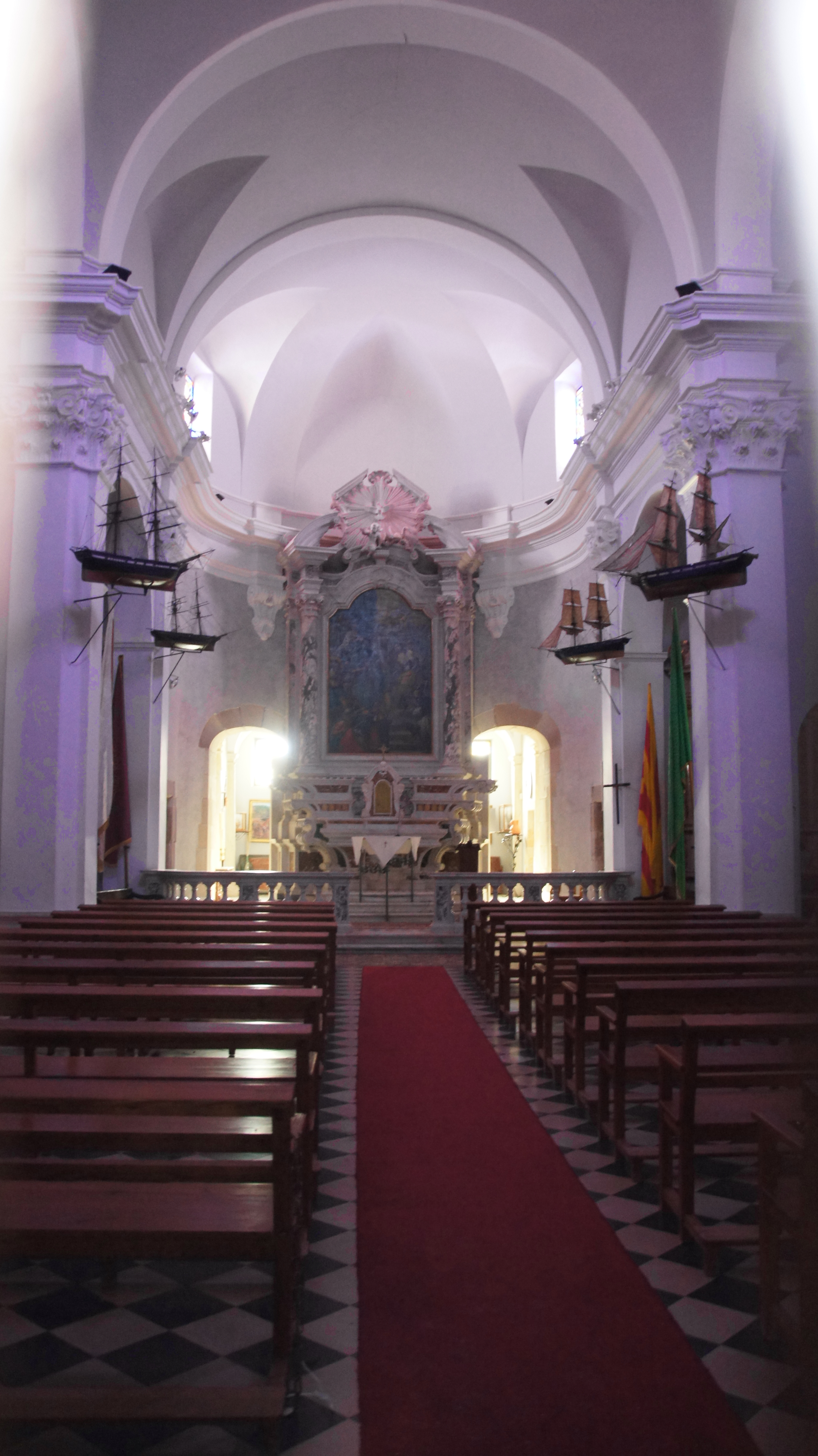
Interior de l'ermita

### Interior
L'Ermita de Sta. Cristina és un edifici d'una sola nau amb dues capelles laterals comunicades entre si, que paral·lelament poden actuar com a petits corredors improvisats, semblant a naus laterals. La nau es divideix en dos trams: el primer, als peus del temple, és de petites dimensions en comparació amb el segon, el qual doble les proporcions del primer i sobre el qual s'alça la cúpula.
El transepte i el presbiteri no sobresurten en planta, però tanmateix ocupen bona part de la superfície. El presbiteri és semicircular i des d'ell s'accedeix a les sagristies i al Cambril, des d'on emergeix una petita cúpula semiesfèrica. La capella-cambril, construïda al mateix nivell del presbiteri de l'ermita, fa 7 metres de l'absis fins al fons del cambril per 6,5 metres d'ample. Fou necessari obrir dos portals als diferents costats del fons de l'absis.
Pel que fa al tema dels suports, els pilars quadrangulars primen en la nau i en el transepte, mentre que les columnes acaparen tot el protagonisme en el sector del cambril. En origen l'ermita era de planta de creu llatina, però aquesta va resultar sensiblament modificada amb la construcció del Cambril, en el 1784, el qual va alterar profundament la naturalesa i fesomia de la capçalera. La nau gran del temple, així com la capella del cambril, són embellides amb la presència i testimoniatge d'un bon nombre d'exvots. Es tracta de magnífiques reproduccions de vaixells en miniatura, ofertes a la Santa com a panyora d'agraïment o compliment de diferents promeses.
Paral·lelament impressiona l'altar major barroc, de marbre, ofert pel mercader lloretenc, resident a Gènova, Bartomeu Puigvert, cap a finals del segle xviii, amb una tela d'escola italiana d'autor desconegut. Són interessants les quatre taules que queden de l'antic retaule renaixentista i que es poden admirar en un lateral de l'església, així com els altars, de factura barroca, alguns d'ells amb particularitats interessants, com per exemple el dedicat a St. Sebastià, representat com una espècie de soldat cortesà del segle xviii, amb el nom escrit en italià (San Sebastiano). Una de les antigues sagristies del santuari constitueix avui en dia un petit museu-arxiu que guarda l'antiga documentació de l'Obreria, exvots, ofrenes diverses, etc.

### Façana

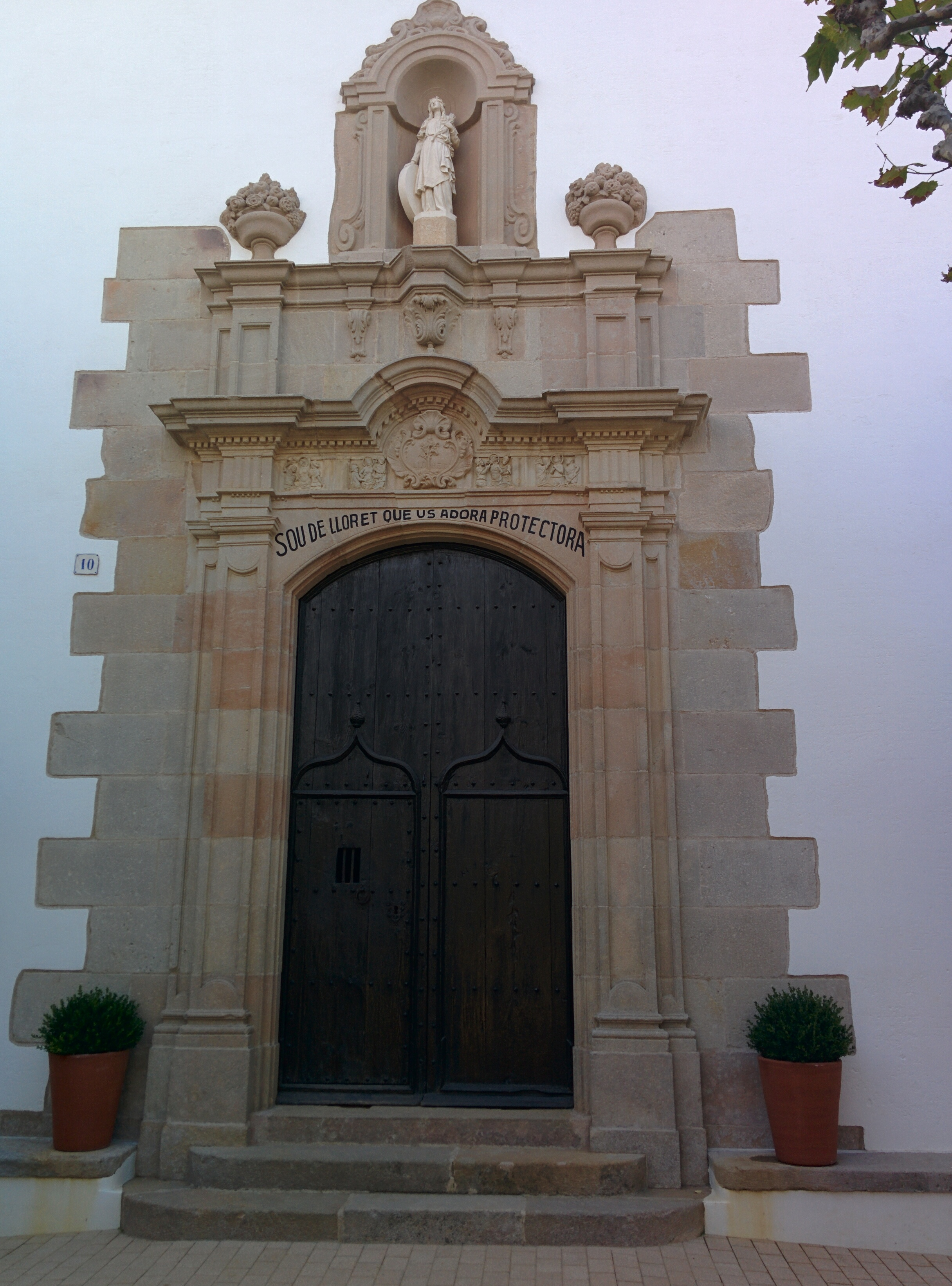
Porta d'entrada a l'ermita

La façana és molt clara i nítida. Als extrems observem els blocs cantoners de pedra i en el coronament una finestra rectangular equipada amb llinda monolítica i muntants de pedra. A sota trobem la gran portalada de pedra. Es tracta d'una portada d'arc carpanell rebaixat, flanquejada als dos extrems per un parell de pilastres planes, dues a cada costat respectivament, superposades i coronades amb sengles capitells ornats amb gotes. Aquests capitells suporten un entaulament, sota del qual trobem un magnífic fris que combina decoració simbòlica, com ara la banda contínua i correguda dentada, amb decoració figurada, com són les escenes que recollen les diverses fases en què es va concretar el martiri de la Santa de Bolsena. A l'extrem dret hi ha dos escenes en baix relleu. De les dues s'endevina el martiri en què la santa és mutilada, ja que li tallen els pits. A l'extrem esquerre s'observa els botxins arrencant-li les dents i escaldant-la en una olla. Entremig dels dos relleus, al centre del fris, trobem un gran medalló circular, ornat amb unes fulles carnoses i groses, en el qual apareix un arbre i es pot llegir "L L O R E T".
Sota del fris es pot llegir una inscripció molt evocadora que diu així: "SOU DE LLORET QUE US ADORA PROTECTORA". Sobre l'entaulament trobem la imatge de la Santa de Bolsena, ubicada dintre d'una fornícula. La Santa apareix amb els atributs que la caracteritzen com la roda a la mà dreta, i una branca de llorer a l'esquerra, premuda amb força i convicció cap al pit.

### Hostal
L'ermita està unida en la part frontal, constituint un angle, amb les dependències de l'hostal, situació que li dona un aire de recolliment i guarda un punt d'harmonia. L'hostal consta de dues parts ben diferenciades que denota que l'edifici és el resultat de dos moments constructius ben diferents. El cos que està adossat a l'ermita, és el de factura més antiga.
Consta de dues plantes i està cobert amb una teulada a dues aigües de vessants a façana. El segon cos, que no comunica amb l'ermita i que està adossat a aquest primer cos, és de factura més tardana. Contempla les mateixes característiques que el primer, i únicament es diferencia en el tema de l'alçada, ja que és sensiblament més alt que el primer.
A la part posterior de l'ermita, es descobreix el magnífic panorama de la costa lloretenca fins a la Punta des Bullents i la immensitat de la mar.

### Exvots
A la nau i a la sagristia es conserva una col·lecció d'exvots. Són vaixells en miniatura, oferts a la Santa pels mariners. També la devoció a Santa Cristina va fer que els lloretencs adquirissin, al llarg dels segles, tres de les relíquies més importants de la Santa: el crani, una costella i un fèmur. La costella i el fèmur estaven a Lloret des del 1591 i 1708, respectivament, i van desaparèixer durant la guerra civil de 1936. El crani es va adquirir el 1783 i encara es conserva en un relicari situat en el cambril de l'ermita. Cal destacar també la col·lecció de quadres de pintura, el pergamí de l'any 1422, el seu arxiu històric, i les taules de l'antic retaule renaixentista obra de JAume Forner.

## Història

### Origen
A l'espai que ocupa l'ermita, s'han localitzat indicis del que podria ser un assentament de l'època romana. Però de l'ermita de Sta. Cristina es té coneixement de forma documentada poc després de la pesta negra. Tanmateix la primera notícia és de l'11 d'agost de 1354 i correspon a un permís concedit pel bisbe gironí Berenguer per tal de demanar almoina amb l'objectiu final de restaurar l'ermita. Sorprenentment el temple apareix dedicat a sant Jordi i només secundàriament a santa Cristina -devoció que amb temps acabarà imposant-se- i a santa Llúcia.
El document més antic que guarda l'Obreria de Sta. Cristina -nom amb el qual és conegut el patronat que vetlla pel seu patrimoni- és del 14 de maig de 1422 i fa referència a la venda d'un tros de terra del mas Carreres. Amb el temps, la finca matriu s'ha anat ampliant substancialment amb altres donacions i compres, i avui té una extensió total d'unes 10 hectàrees.

### Esplendor
L'etapa més important de la història del santuari comença en el segle xviii i està relacionada amb el comerç marítim, primer a través del Mediterrani i més tard de l'Atlàntic. Navegants, comerciants i pescadors, tots ells molt devots de la Sta. De Bolsena, constaten que l'ermita primitiva queda petita i aixequen per tant una altra de nova, molt més àmplia, deixant la vella de peu mentre duraven les obres, que bàsicament tenen lloc entre 1764 -any que fou col·locada i beneïda la primera pedra- i 1772, sense oblidar altres reformes i millores posteriors. Un comerciant de Lloret establert a Gènova va pagar un nou altar major tallat en marbre de Carrar, que va ser portat per peces des d'Itàlia. Entre el 1764 i el 1772, es van fer les obres per construir una ermita més gran, a càrrec del mestre Joan Baptista Oliver. Les obres van ser pagades per tots els lloretencs (tant amb diners com aportant el seu treball personal en dies festius).
Per tal de coronar aquesta època d'esplendor, els lloretencs van obtenir una relíquia de les conegudes insígnies que consistia en un crani -sense la mandíbula inferior- atribuït a Sta. Cristina, que en el 1783 va ser porta de Roma per un ermità valencià i dipositat en la capella. El crani estava acompanyat per altres dues relíquies, com eren la costella obtinguda en el 1591 i el fèmur concedit en el 1708. Les relíquies de la costella i del fèmur van desaparèixer durant la Guerra Civil de 1936, però en canvi el crani encara es conserva en un bonit reliquiari de l'ermita.
L'any 1784 són iniciades les obres del bell cambril, darrere l'absis de la capella, lloc escollit per la custòdia de la relíquia del carni de la Santa, col·locada dintre d'una humil fornícula de fusta daurada i protegida amb un vidre. Aquesta nova obra la realitzà un nou constructor: Fra Ramon i els minyons junt amb els setmanals de molts altres treballadors. El seu estil és neoclàssic, propi del segle xviii. S'hi acoblà una sagristia per a la reserva d'ornaments i objectes litúrgics a una banda, i a l'altre costat una petita sala. Totes aquestes obres sembla que sumaren una dècada. La seva cloenda fou l'any 1793.
Sobretot des de la seva remodelació al segle xviii, el santuari va tenir un gran pes en la vida espiritual del Lloret, tot i que tampoc va estar exempt de problemes com les desamortitzacions del segle xix. A simple vista, l'ermita ofereix un magnífic estat de conservació que es deuria a les tasques contínues de manteniment i condicionament dutes a terme per l'Obreria de Sta. Cristina, a inicis del segle XX aproximadament, per tal d'assegurar la preservació del santuari i presentar-lo en les millors condicions possibles de cara al públic.

### Segle XX

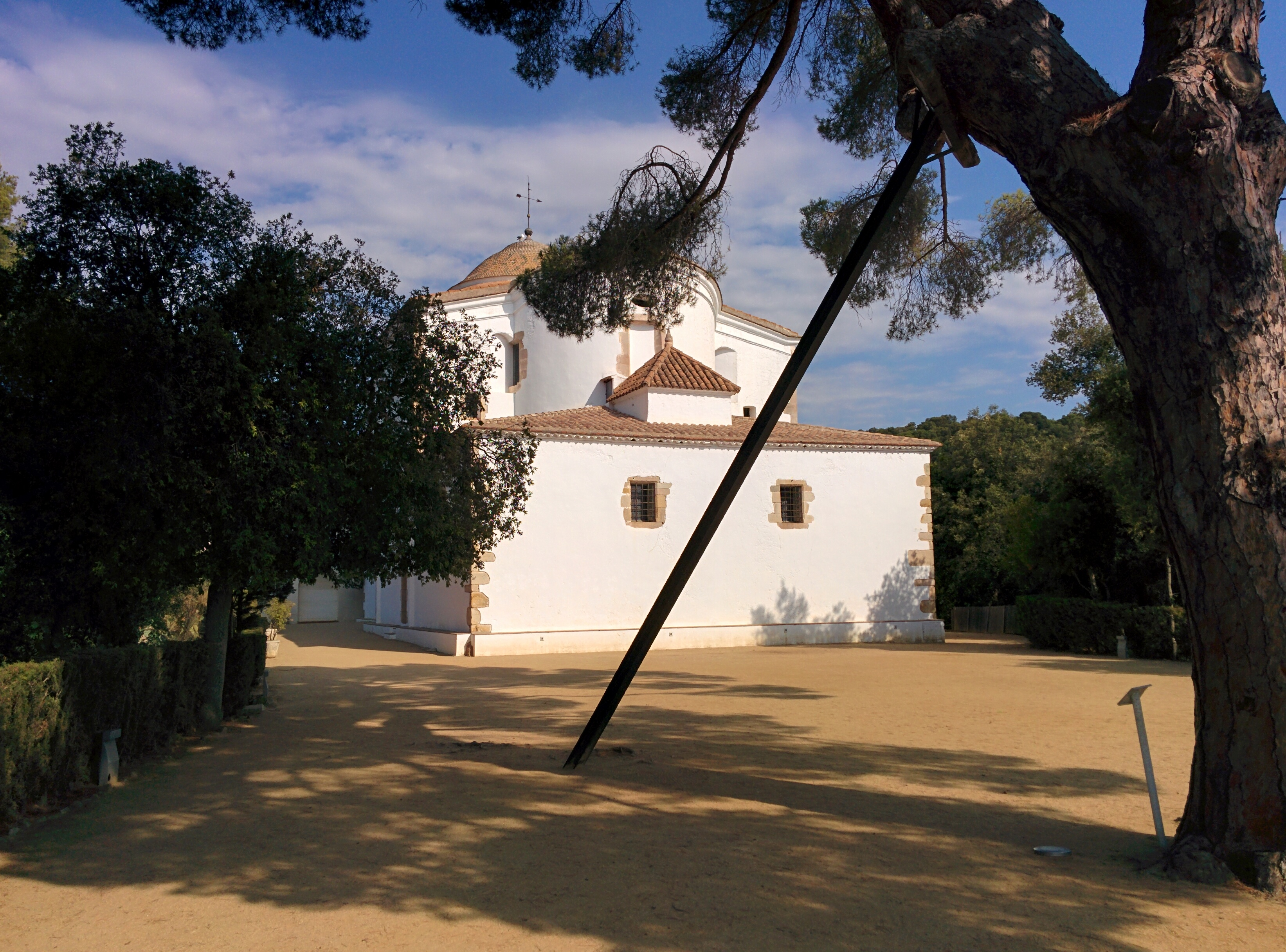

El 2014 s'ha aixecat el paviment antic i s'ha retrobat tot el traçat de l'antiga capella prerromànica, que feia uns 12 metres de lalrgada per 6 d'ample, amb un absis quasi de ferradura. També s'ha trobat una tomba antropomòrfica del segle x.

## Cultura popular
En el santuari de Sta. Cristina se celebren al llarg de l'any dues festes principals: la dels Perdons i la del 24 de juliol, dia de la Patrona. L'Obreria de Santa Cristina és l'entitat que té cura del manteniment de l'ermita, així com de les tradicions vinculades amb aquest santuari: la festa dels Perdons, la processó de Santa Cristina amb la regata S'Amorra Amorra, i el Ball de Plaça o Dansa de les Almorratxes.

### L'aplec dels perdons
L'aplec dels perdons tenia, en els seus orígens, un caràcter de penitència pels excessos que s'havien pogut cometre durant el Carnestoltes. Se celebra el segon diumenge de Quaresma i, en els darrers cent anys, ha esdevingut un acte festiu, amb audicions de sardanes, nomenament de les noves obreres i paellada popular.

### La processó de Santa Cristina
Cada 24 de juliol, festa major de Lloret de Mar, el poble surt en una processó marítima amb embarcacions de tots tipus portant la imatge i una relíquia de la santa (un queixal extret del crani conservat al santuari), des de Lloret fins a la platja de Santa Cristina, on s'arriba amb la regata "S'Amorra Amorra". A continuació, la processó puja el camí de la platja fins a l'ermita, on se celebra una missa en honor de Santa Cristina i es canten els goigs. Després de missa, a la plaça-mirador (amb un preciós pi centenari) que hi ha darrere l'ermita, es fa un estofat que se serveix als remers, acompanyants, autoritats i invitats. Finalment, la processó retorna cap a la parròquia de Lloret seguint el mateix procediment però, a la tornada, la regata es fa amb tripulacions femenines. Es té constància d'aquesta processó des de l'any 1607.

### Ball de Plaça

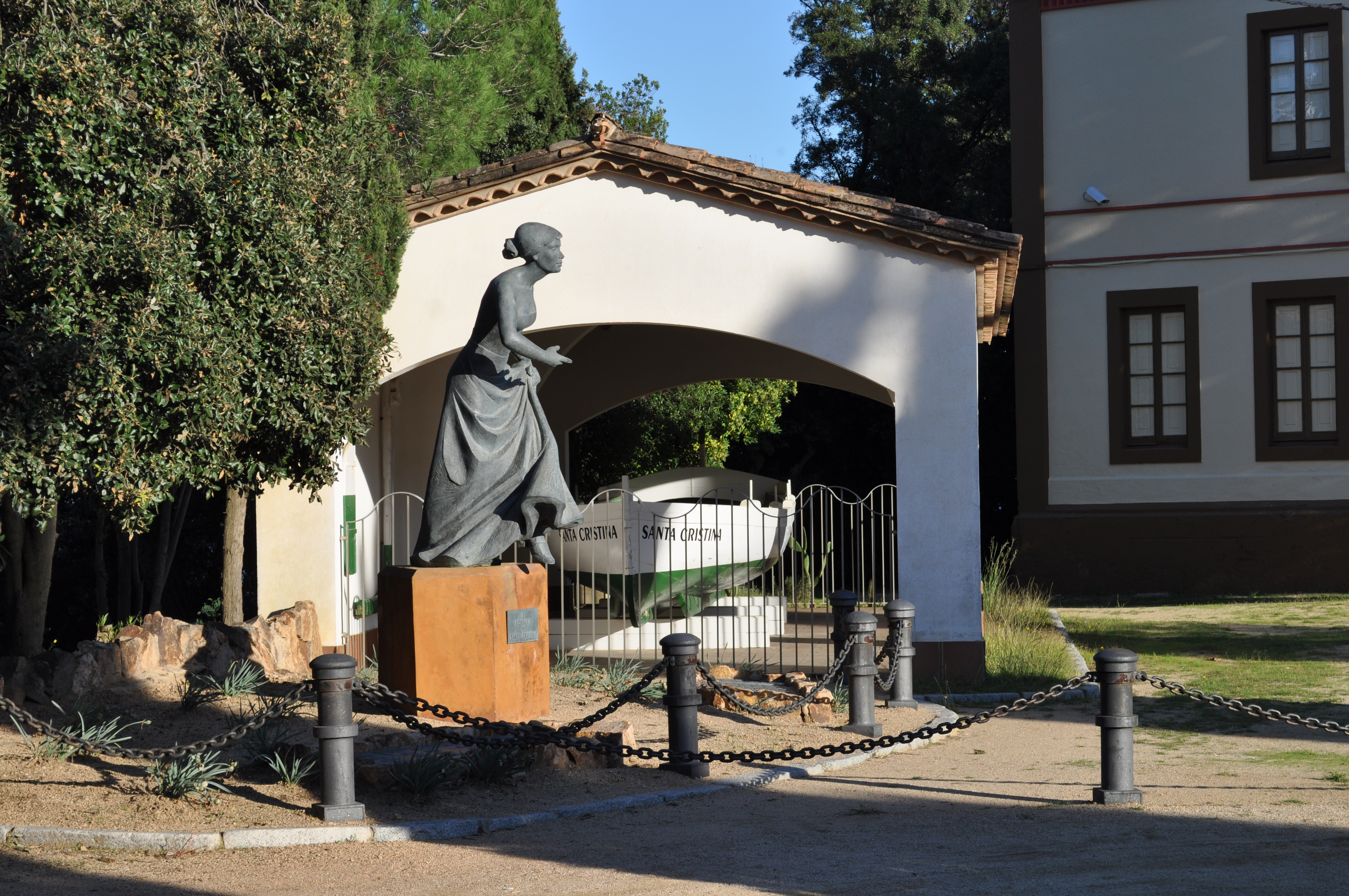
Ermita de Santa Cristina

Un dels elements més destacats del folklore de Lloret és el Ball de Plaça, també conegut com a Dansa de les Almorratxes. És una dansa cerimonial d'origen antic que es balla el primer i tercer dia de la festa major d'estiu (dedicats a Santa Cristina i Sant Elm). La dansa és protagonitzada per les obreres (quatre noies escollides cada any entre aquelles que presenten una sol·licitud) i les seves parelles. El nom de Dansa de les Almorratxes, correspon a un tipus de vas de vidre ple de perfum que les obreres trenquen en tirar-lo a terra amb força rememorant la llegenda que parla d'una noia cristiana que amb aquest gest va rebutjar el seu pretendent musulmà, en l'època en què els pirates barbarescs arribaven a la costa catalana. La dansa acaba amb una música festiva, coneguda com "Toquen a córrer", amb les quatre parelles donant voltes a la plaça unides pels braços. La música del "Toquen a córrer" és la mateixa que es toca durant la processó marítima. Aquesta dansa ha sofert canvis al llarg dels segles, però hi ha documents pels quals ja ens consta la seva existència l'any 1592.

### La regata “S'amorra amorra”

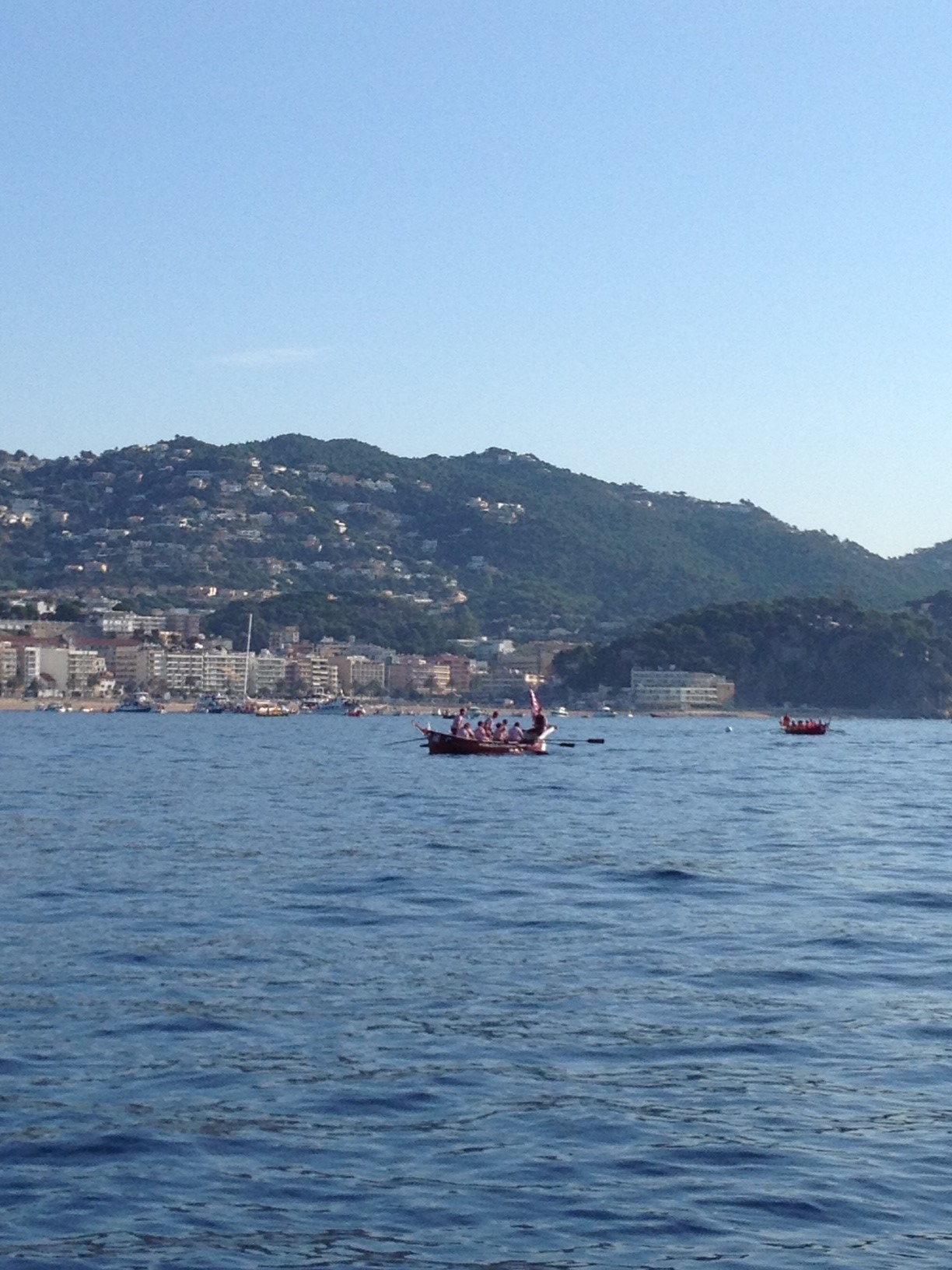
Regata “S'amorra amorra” durant la Festa Major de Santa Cristina (2014)

És una carrera de llaguts en què participen nou clubs de rem de Lloret que representen els antics gremis o confraries. Les embarcacions que en formen part surten de la Platja de Lloret. Quan es veu el campanar del santuari de Sant Pere del Bosc, situat en un turó interior, alcen els rems i es canta la "Salve Regina. Després se situen en l'ordre establert d'acord amb el sorteig fet a la plaça de l'Ajuntament la nit del dia 23 de juliol. La carrera s'inicia a les envistes de la Platja de Santa Cristina. Les tripulacions estan formades per vuit vogadors més el timoner, que remen intensament durant els aproximadament 2,5 km fins a arribar a la platja de Santa Cristina. El guanyador no obté cap premi material, només l'honor de la victòria (tot i que sembla que, antigament, rebien un xai, que podria ser l'origen de la tradició de l'estofat que se serveix després de la missa). L'expressió “amorrar”, que dona nom a la regata, significa tocar terra la proa d'una embarcació.